# ハリー・ジャッド
ハリー・マーク・クリストファー・ジャッド（Harry Mark Christopher Judd、1985年12月23日 - ）は、イギリス出身のミュージシャン、ドラマー、ソングライター。マクフライのメンバーとして活動するほか、ソロとしても数々の番組に出演している。

## 来歴
2003年にマクフライのメンバーとしてデビュー。
2011年にはソロでゲイ雑誌『アティテュード』の表紙を飾り、その後も回数を重ねカイリー・ミノーグと並んで表紙最多回数を誇る。
同年にはイギリスのダンス・コンテスト番組『ストリクトリー・カム・ダンシング』に出場、アリョーナ・ビラーニと組んで優勝を果たす。
2015年、NOW TVと組んで『ウォーキング・デッド』第6シーズンの宣伝活動のために放送された架空の香水のコマーシャルに上半身裸で出演、シックスパックを披露した。
2017年にはアティテュードが若年層向けに発刊したaTeenの第2号でもヌードで表紙を飾った。同年には別のゲイ雑誌Gay Timesでも同じくヌードで表紙を飾っている。
同年、『フル・モンティ』の20周年を記念して有名人が映画の再現を行うというITVで放映されたスペシャル番組に出演、ストリップを披露した。